# Adrien-Henri de Jussieu
Adrien Henri Laurent de Jussieu (París 23 de desembre de 1797 - París 29 de juny de 1853) va ser un metge i botànic francès.

## Biografia
Adrien Jussieu va néixer a París; era fill del botànic Antoine L. de Jussieu, es va doctorar en Medicina en 1824 amb una tesi sobre la família de plantes de les Euphorbiaceae: De euphorbiacearum generibus medicisque earumdem viribus tentamen.
Quan el 1826 el seu pare es va jubilar de la càtedra que fins llavors havia ocupat al Museu Nacional d'Història Natural de França (la Chaire de Botanique à la campagne, «Càtedra de Botànica al camp»), Adrien Jussieu ho va succeir en aquesta mateixa càtedra, però quan el 1853 Adrien morí, la càtedra fou reemplaçada per la nova càtedra de paleontologia, ocupada en primer lloc per Alcide d'Orbigny.
El 1845 va arribar a ser professor de organografia de plantes. També va arribar a ser president de l'Acadèmia Francesa de Ciències.
La seva publicació principal va ser Cours élémentaire de botanique (París) i la Géographie botanique (París, 1846), a més de diverses monografies, la més notable, la que tracta sobre la família malpighiàcies.

## Honors
L'asteroide (9470) Jussieu porta aquest nom en honor de la família Jussieu.

## Obres
- De euphorbiacearum generibus medicisque earumdem viribus tentamen, 1824
- Thèse sur la famille des Euphorbiacées, 1824
- Monographie des Rutacées, 1825
- Flora Brasiliae Meridionalis (3 vol., 1825—1832)
- Mémoire sur le groupe des Méliacées, 1830
- Recherches sur la structure des plantes monocotylédones, Paris, 1839
- Cours élémentaire de botanique (Paris, 1840,
- Monographie des Malpighiacées, 1843
- Géographie botanique, 1845